# Коллоредо, Йозеф-Мария
Иосиф-Мария фон Коллоредо-Мельс унд Вальзее (нем. Joseph Maria von Colloredo-Mels und Wallsee; 11 сентября 1735, Регенсбург — 26 ноября 1818, Вена) — граф, австрийский фельдмаршал.
Третий сын генерал-майора графа Рудольфа Йозефа фон Коллоредо, родился в Регенсбурге 11 сентября 1735 года. В 1752 году вступил корнетом в кирасирский полк Луккези. Переведённый капитаном в полк Кауница, он принял участие в Семилетней войне и за отличие в сражении при Лобозице был произведён в подполковники. В сражении при Праге (6 мая 1757 года) он был тяжело ранен, следующую свою рану он получил в деле 7 сентября при Герлице. После сдачи Бреславля Коллоредо был захвачен в плен и отведён во Франкфурт-на-Одере. Летом следующего года освобождён, произведён в полковники и назначен командиром полка Ласси, а в 1763 году получил чин генерал-майора.
Семилетняя война доказала необходимость существенного преобразования австрийских войск, и Коллоредо принял активное участие в реформировании армии. Кроме того, он в 1769 году получил в командование 57-й пехотный полк. В 1771 году он был назначен членом придворного военного совета; впоследствии ему было поручено главное начальство военных границ.
В 1784 году Коллоредо был произведён в фельдмаршал-лейтенанты и назначен генерал-инспектором артиллерии. Тогда же ему был пожалован орден Марии Терезии, но Коллоредо от него отказался, поскольку был приором Мальтийского ордена.
При нём в австрийской армии были введены артиллерийские таблицы, повышено качество специального образования военнослужащих, казённые литейные и оружейные заводы преобразованы на чисто военном положении, реформировано оружейное училище оружейников в Штайке.
В звании фельцейхмейстера, Коллоредо сопровождал императора Иосифа при открытии турецкой войны. За блестящие действия артиллерии во время обстрела Сабача и при осаде Белграда был награждён чином фельдмаршала и ему был предложен Большой крест ордена Марии Терезии, но он вновь отказался принять его.
До Рейхенбахского конгресса Коллоредо командовал армией, собранной против Пруссии. В ноябре 1790 года он ещё раз провёл преобразования в артиллерии: были отлиты, по проекту подполковника Вега, новые дальнобойные мортиры, усовершенствовано пехотное ружьё, а равно вооружение и обмундирование всего войска.
Во время кампаний 1805 и 1809 годов против Франции, Коллоредо, по причине нахождения эрцгерцога Карла на театре военных действий, управлял делами военного совета. Во время войн Шестой коалиции Коллоредо отвечал за вооружение и снабжение действующей армии.
Скончался 26 ноября 1818 года в Вене.